# Alison Pargeter
Alison Pargeter (Oxford, 31 mei 1972) is een Engels actrice. Ze speelde in diverse films en series, waaronder Calendar Girls, EastEnders en You.

## Filmografie

### Film
- 2003: Calendar Girls, als apotheek assistent
- 2004: Mad George, als Sandra
- 2007: Angel, als Edwina
- 2010: Reuniting the Rubins, als zuster
- 2016: The National Union of Space People, als Danielle Chief
- 2018: The Little Stranger, als huishoudster
- 2023: Wonka, als Wendy Chucklesworth

### Televisie
- 2000: Urban Gothic, als Leila Haze
- 2001: The Bill, als Katie
- 2003: Strange, als Natalie
- 2004: Dalziel and Pascoe, als barmeisje
- 2004: Holby City, als Sylvia Dyson
- 2004: EastEnders, als Sarah Cairns
- 2004: The Courtroom, als Deborah Harker
- 2005: Love Soup, als Siobhan
- 2006: Green Wing, als zuster
- 2006: Casualty, als Donna Carlyle
- 2007: The Bill, als Shelley Cooper
- 2008: Mary Slessor, als Mary Slessor
- 2008: Doctors, als Nina Jarvis
- 2009: Casualty, als Rosie Pullen
- 2010: Pete Versus Life, als Valerie
- 2010-2011: Rock & Chips, als Val
- 2011: The Crimson Petal and the White, als Amelia
- 2012: Doctors, als Annie Hanks
- 2013: Toast of London, als Senna Poddington
- 2014: 24: Live Another Day, als Lydia
- 2014: Doctors, als Matilda
- 2014: Quiet Desperation, als Gabby
- 2015: Suspicion, als Anita
- 2015: Casualty, als Flo Hill
- 2016: Crashing, als zuster
- 2017: Outlander, als Margaret Campbell
- 2017: The Dumping Ground, als Janey Umbleby
- 2018: Casualty, als Theresa Jordons
- 2018: Vanity Fair, als Glorvina O'Dowd
- 2019: Chernobyl, als assistent
- 2019: Catch-22, als zuster Cramer
- 2020: Father Brown, als Anna Bailey
- 2020: The Crown, als huishoudster bij Buckingham Palace
- 2021: Holby City, als Wendy Carrington
- 2021-heden: The Nevers, als oude vrouw
- 2022: Wedding Season, als Claire
- 2023: You, als Dawn Brown
- 2024: Ludwig, als Debbie Williams
- 2025: Andor, als Aneth